# Казанський провулок (Київ)
Каза́нський прову́лок — зниклий провулок, що існував у Подільському районі міста Києва, місцевість Пріорка. Пролягав від вулиці Боровиковського до Казанської вулиці.

## Історія
Виник у середині XX століття під назвою 737-ма Нова вулиця. Назву Казанський (на честь міста Казань) провулок набув 1953 року. 
Офіційно ліквідований у зв'язку зі зміною забудови в 1980-х роках. Попри це, на деяких картах позначений як такий, що існує. На місцевості збереглася частина провулку у вигляді внутрішньоквартального проїзду.